# Friedrich Osann (Bergrat)

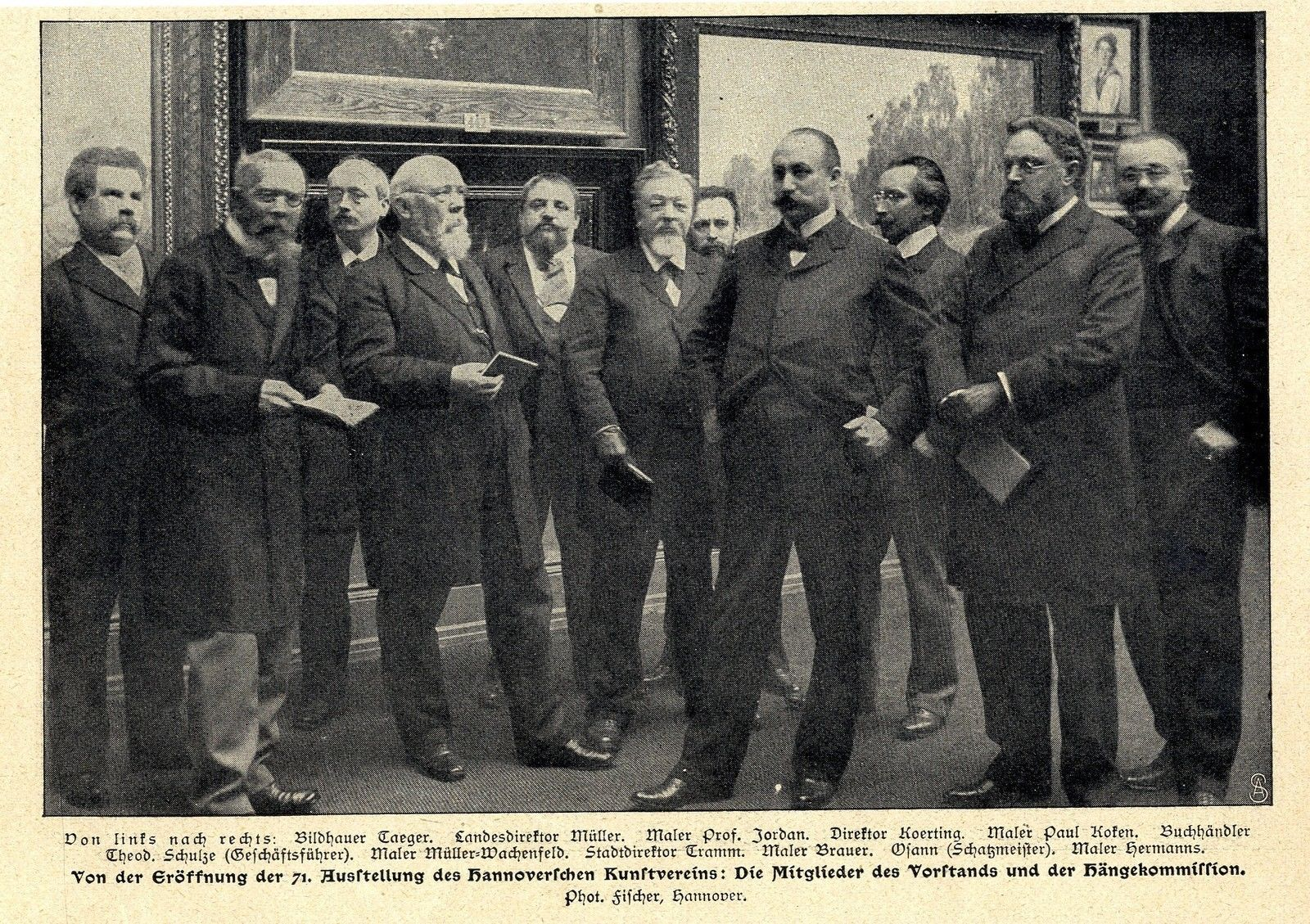
Friedrich Osann (2. von rechts) als Schatzmeister des Kunstvereins Hannover bei dessen 71. Ausstellungs-Eröffnung;
Fotodruck nach einer Gruppenbild-Aufnahme von Ernst August Fischer, 1903

Friedrich Osann (* 19. Februar 1838 in Zellerfeld im Harz; † 27. Dezember 1909 in Hannover) war ein deutscher Bergrat und der erste Geschäftsführer des Vereins Deutscher Eisenhüttenleute und Redakteur der Zeitschrift Stahl und Eisen vom Ersterscheinungsjahr 1881 bis Ende 1884.

## Leben
Friedrich Osann trat gegen Ende der 1860er Jahre in die in Essen ansässige Krupp’sche Gussstahlfabrik ein und wirkte dort unter anderem an der Aufstellung der ersten Siemens-Martin Öfen mit.
Osanns Sohn Bernhard Osann verschrieb sich ebenfalls der Eisenhüttenkunde.
1872 ließ sich Friedrich Osann als Zivilingenieur in der Stadt Düsseldorf nieder, wo er acht Jahre später ab 1880 als Geschäftsführer den Verein Deutscher Eisenhüttenleute leitete und ab dem Folgejahr 1881 zum ersten Schriftleiter der Zeitschrift „Stahl und Eisen“ bestellt wurde.
Im Jahre 1885 verlegte Osann seinen Wohnsitz nach Hannover, wo er abermals als Zivilingenieur tätig wurde. Aufgrund des Wohnsitzwechsels legte er zum Jahreswechsel 1884/1885 die Geschäftsführung des Vereins und die Schriftleitung der Zeitschrift nieder.